# Castel Nuovo

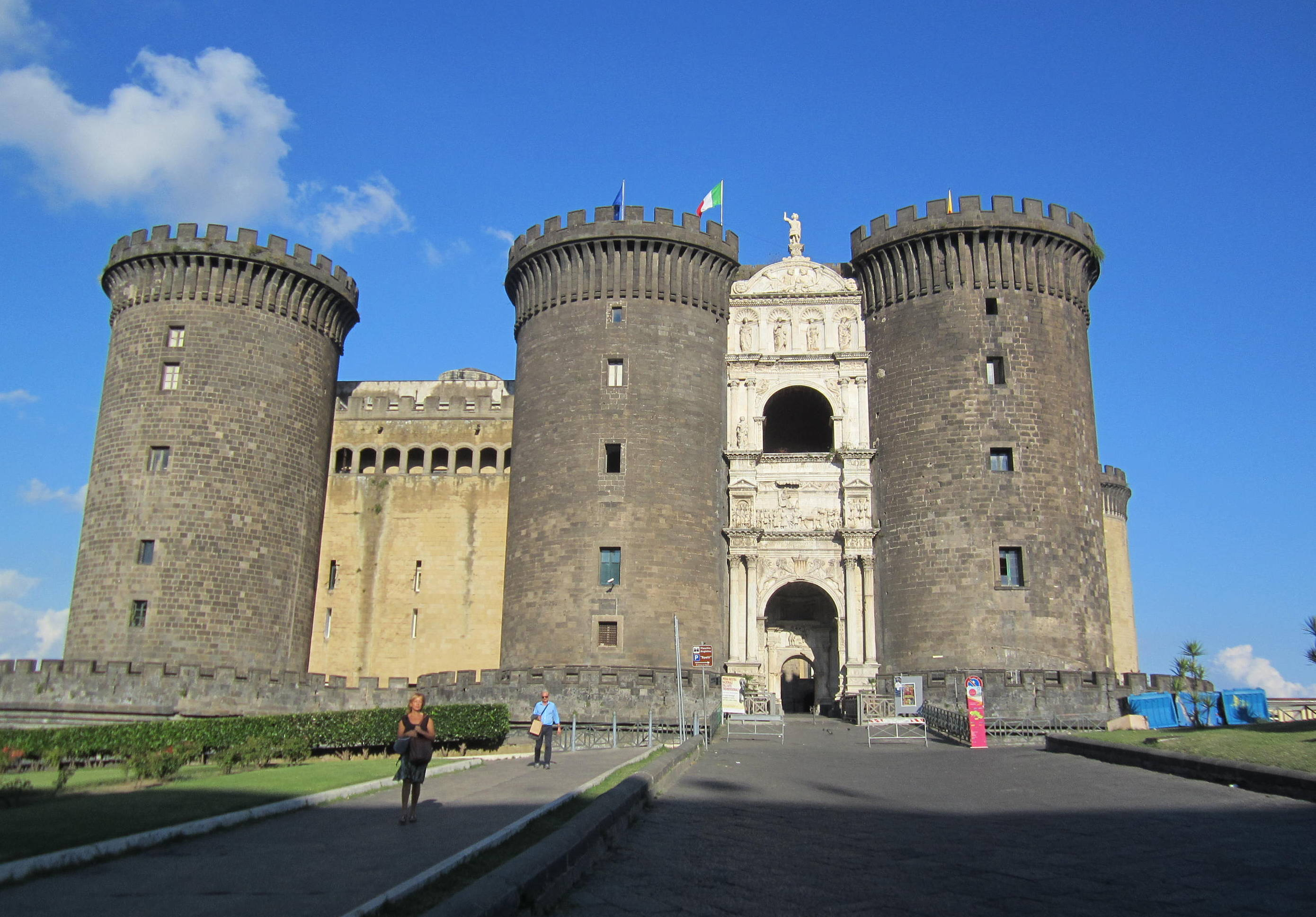
Castel Nuovo (Maschio Angioino)

Castel Nuovo (numit adesea Maschio Angioino) este un castel medieval situat în fața Piazzei Municipio și a primăriei (Palazzo San Giacomo) din centrul orașului Napoli (Italia). El a fost construit în anii 1279-1282. Locația sa pitorească și dimensiunea impunătoare îl fac să fie unul dintre principalele repere arhitectonice ale orașului.

## Istoric
Înainte de urcarea pe tron a lui Carol I al Neapolelui (Charles de Anjou) în 1266, capitala Regatului Neapolelui a fost Palermo. Exista o reședință regală la Napoli, la Castel Capuano. Cu toate acestea, atunci când capitala a fost mutată la Napoli, Carol a comandat un nou castel, nu departe de mare, construit pentru a găzdui curtea. Lucrările, conduse de arhitecți francezi, au început în 1279 și au fost finalizate trei ani mai târziu.

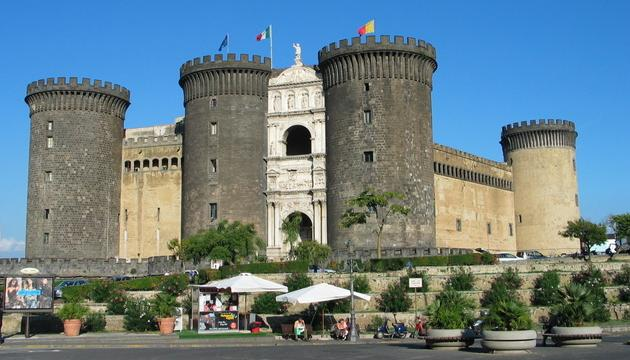
Castel Nuovo.

Din cauza Războiului Vesperelor siciliene, noua cetate a rămas nelocuită până în 1285, când Carol a murit și i-a succedat fiul său, Carol al II-lea. Castel Nuovo a devenit curând nucleul centrului istoric al orașului și a fost de multe ori locul în care s-au desfășurat evenimente celebre. De exemplu, la 13 decembrie 1294, papa Celestin al V-lea a demisionat ca papă într-o sală a castelului. Unsprezece zile mai târziu, Bonifaciu al VIII-lea a fost ales aici ca papă de Colegiul Cardinalilor și imediat s-a mutat la Roma pentru a evita autoritatea angevină.
Sub regele Robert (a domnit din 1309), castelul a fost extins și înfrumusețat, devenind un centru de patronaj al artelor. În 1347 Castel Nuovo a fost jefuit de armata lui Ludovic I al Ungariei și a trebuit să fie intens restaurat după întoarcerea reginei Ioana I. Noile lucrări au permis reginei să reziste asediului maghiar în timpul celei de-a doua expediții a Ludovic. Castelul a fost asediat de mai multe ori în următorii ani și a fost resedința oficială a regelui Ladislau din 1399. El a decăzut sub domnia surorii sale, Ioana a II-a.
Sub dinastia aragoneză, începută de Alfonso al V-lea în 1442, cetatea a fost întărită pentru a rezista artileriei. Un arc de triumf faimos, proiectat de Francesco Laurana, a fost adăugat la poarta principală pentru a sărbători intrarea lui Alfonso în Napoli. Decorația a fost realizată de sculptorii Pere Johan și Guillem Sagrera, chemați de Alfonso din Catalonia.
Într-o sală a castelului a avut loc celebra conspirație a baronilor împotriva regelui Ferdinand I, fiul lui Alfonso. Regele a invitat baronii pentru o sărbătoare; dar, de la un anumit moment, a dispus postarea străjerilor la toate ușile sălii, iar toate baronii au fost arestați și mai târziu executați. Sala Baronilor a fost sediul Consiliului comunei Napoli până în 2006.
După jefuirea sălbatică a orașului Napoli de către soldații regelui Carol al VIII-lea al Franței în 1494, Regatul a fost anexată de către Spania, iar castelul a fost redus de la rangul de reședință la cel de importantă fortăreață militară. A fost reședință temporară a regilor spanioli în timpul vizitelor lor în oraș, cum a fost cea a lui Carol Quintul în 1535. Castelul a fost din nou folosit ca reședință de Carol al III-lea și mai târziu de către ducele Stefano Di Conza. Ultima restaurare din Castel Nuovo a avut loc în 1823.

## Arcul de Triumf de la Castel Nuovo

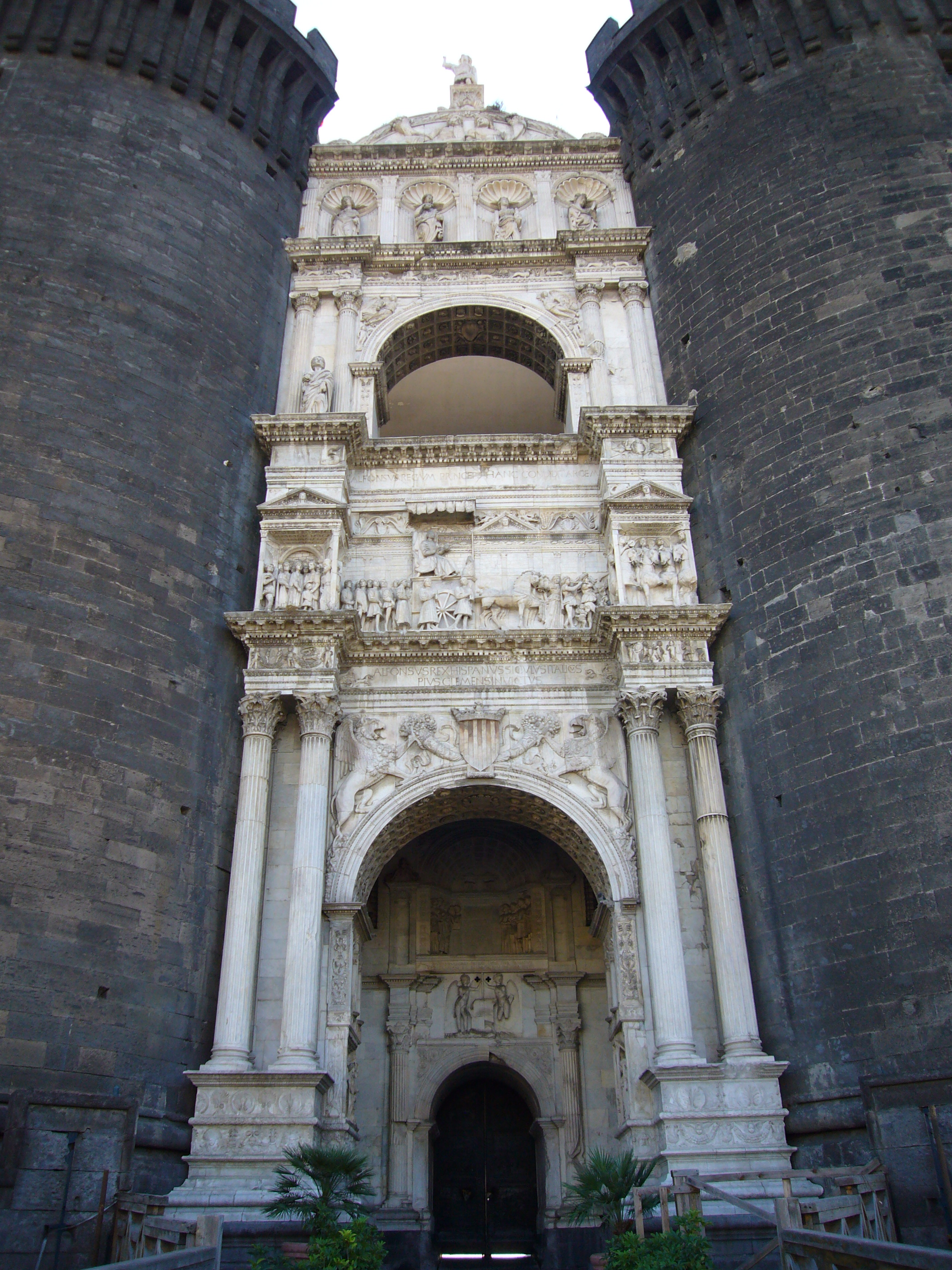
Arcul de Triumf de la Castel Nuovo

Impunătorul arc de triumf din marmură albă, construit în 1470, rememorează intrarea lui Alfonso de Aragon în Napoli în 1443. El se află între două turnuri vestice ale castelului angevin. Designul de ansamblu a fost atribuit lui Pietro di Martina, un arhitect milanez, sau, după Vasari, lui Giuliano da Maiano. Autorii moderni atribuie designul lui Francesco Laurana.
El are înălțimea de 35 de metri și a fost alungit în două arcade suprapuse. Unele rapoarte susțin că arcele au fost inițial planificate ca două fețe ale unui arc destinat pentru Piazza del Duomo, dar că Niccolo Bozzuto, un ofițer în serviciul lui Alfonso, a cărui casă trebuia să fie demolată pentru a face loc monumentului, l-a convins pe rege să modifice locul arcului către Castel Nuovo.
Construcția în stil renascentist își însușește elemente din arcurile de triumf romane, dar nu are sobrietate și este încrustată cu o ornamentație abundentă cu ghirlande, harpii, ghirlande și putti. Structura nu este un arc adevărat, ci o decorațiune aplicată pe fosta intrare în castel.
Coloane corintice flanchează intrarea, dar sculptura de la primul nivel prezintă o cvadrigă triumfală care conduce parada lui Alfonso. Printre scultori s-au aflat Isaia da Pisa, Merliano, Domenico Gagini, Andrea Fiorentino, un ucenic al lui Donatello, și Silvestro dell'Aquila. Sculptorii din Aragon au contribuit, de asemenea, la lucrări. Centrul conține un scut cu simbolurile Aragonului. Pe friza de jos este scris: 
ALFONSVS REX HISPANVS SICULVS ITALICUS
PIVS CLEMENS INVICTUS
Deasupra ei se află următoarea inscripție:
ALFONSVS REGUM PRINCEPS HANC CONDIDIT ARCEM
Al doilea arc de sus este surmontat de lei și patru nișe cu statui reprezentând virtuțile lui Alfonso. Deasupra lor se află un buiandrug rotunjit cu două genii cu coarne surmontați de Alfonso în haine de războinic. Această cornișă a fost destinată pentru o statuie ecvestră. Cele trei statui ale Sf. Mihail, Sf. Anton Abatele și Sf. Sebastian, precum și basoreliefurile celorlalți doi întinși în vârful arcadei, sunt realizate de Giovanni da Nola.
Trecând prin acest arc se intră în piață prin Porțile de Bronz, executate de călugărul Guglielmo din Napoli și reprezentând în diverse compartimente victoriile lui Ferdinand I asupra Ducelui de Anjou și a baronilor rebeli.